# فيلي ميخائيل
فيلي ميخائيل (بالإنجليزية: Willie Michael)‏ (1 يناير 1874 باسكتلندا في المملكة المتحدة - 1 يناير 2000) هو مدرب كرة قدم ولاعب كرة قدم بريطاني (وحمل سابقاً جنسية المملكة المتحدة لبريطانيا العظمى وأيرلندا) في مركز الهجوم. لعب مع نادي بريستول سيتي ونادي فالكيرك ونادي ليفربول ونادي ماذرويل وهارت أوف ميدلوثيان ورابطة كرة القدم الاسكتلندية الحادية عشر ‏.